# Tauragė (condado)
Nota linguística: Não confundir grafystė (condado) com apskritis (divisão administrativa)..
Tauragė ou Tauragės apskritis é um apskritis da Lituânia, sua capital é a cidade de Tauragė.